# Jesús María
|  | Per a altres significats, vegeu «Districte de Jesús María». |

Jesús María és una ciutat a l'estat mexicà d'Aguascalientes, a 11 km de la capital de l´estat i cap de municipi de Jesús María. Forma part de la zona metropolitana d'Aguascalientes. El 2020 s'hi registraven 63.805 habitants. Com la resta de l'estat gaudeix d'un clima semiàrid càlid BSh (estepari cálid). La ciutat de Jesús Maria està agermanada amb les següents localitats:
- Queen Creek, EUA (2001).[3]
- Villa de Álvarez, Mèxic (2017).[4]
- Aserrí, Costa Rica (2017).[5][6]
- Ciudad Valles, Mèxic (2017).[7]